# قاعدة الفضائيين
قاعدة الفضائيين (معروف بأسم القاعدة 37 ) هو فيلم خيال علمي وأكشن صدر عام 2014 تدور أحداث الفيلم حول طاقم من مصورين أفلام وثائقية يتم إرسالهم لتصوير وثائقي حول حياة الجنود في القاعدة 37 بعدَ 12 عام من أول غزو فضائي على الأرض.

## التمثيل
- Adrian Paul بدور (جينيرال دان )
- Reiley McClendon بدور (ريان اندروس)
- Rick Ravanello بدور (ريك رافانيلو)
- Douglas Tait بدور (الثقيل)

## وصلات خارجية
- قاعدة الفضائيين على موقع IMDb (الإنجليزية)
- قاعدة الفضائيين على موقع ميتاكريتيك (الإنجليزية)
- قاعدة الفضائيين على موقع روتن توميتوز (الإنجليزية)
- قاعدة الفضائيين على موقع قاعدة بيانات الأفلام العربية
- قاعدة الفضائيين على موقع ألو سيني (الفرنسية)
- قاعدة الفضائيين على موقع أول موفي (الإنجليزية)
- قاعدة الفضائيين على موقع فيلمافينيتي (الإسبانية)
- قاعدة الفضائيين على موقع قاعدة بيانات الأفلام السويدية (السويدية)
- قاعدة الفضائيين على موقع قاعدة بيانات الفيلم (الإنجليزية)
- قاعدة الفضائيين على موقع ليتربوكسد (الإنجليزية)